# Ясены (Сумская область)
Ясены (укр. Ясени) — село,
Садовский сельский совет,
Сумский район,
Сумская область,
Украина.
Код КОАТУУ — 5924786807. Население по переписи 2001 года составляло 375 человек.

## Географическое положение
Село Ясены находится между реками Сухоносовка и Стрелка (1 км).
На расстоянии до 1 км расположены сёла Москалевщина и Елисеенково.
Рядом проходит автомобильная дорога Н-07.

## Экономика
- Молочно-товарная ферма.